# Canzo (Peschiera Borromeo)
Canzo (Cànz in dialetto milanese) è un piccolo quartiere situato nel territorio comunale di Peschiera Borromeo.

## Storia
In epoca romana Canzo era attraversato da un'importante strada romana, la via Regina, che collegava il porto fluviale di Cremona con Mediolanum (Milano).
Già comune autonomo parte della pieve di Mezzate, venne aggregato nel 1753 al comune omonimo, seguendone le sorti.